# 呂五十三型潜水艦
呂五十三型潜水艦（ろごじゅうさんがたせんすいかん）は日本海軍の潜水艦の艦級。L2型とも。同型艦4隻。

## 概要
L1型潜水艦の改良版で、艦形などに特に変更点はないが、L1型に比べると主機、電動機、電池を国産とし、電池の個数を変更するなどの改良が加えられている。
竣工後、舷側魚雷発射管は撤去され、居住性の向上が図られた。
全部で4隻が建造され、竣工は1921年(大正10年)から翌年にかけて行われ、1940年(昭和15年)に退役した。戦果や戦歴は特にない。

## 同型艦
- 呂号第五十三潜水艦

1921年（大正10年）3月10日竣工（三菱神戸）。当初の艦名は第二十七潜水艇。1924年（大正13年）11月1日呂号第五十三潜水艦に改称。1940年（昭和15年）4月1日除籍。
- 呂号第五十四潜水艦

1921年（大正10年）9月10日竣工（三菱神戸）。当初の艦名は第二十八潜水艇。1924年（大正13年）11月1日呂号第五十四潜水艦に改称。1940年（昭和15年）4月1日除籍。
- 呂号第五十五潜水艦 [I]

1921年（大正10年）11月15日竣工（三菱神戸）。当初の艦名は第二十九潜水艇。1924年（大正13年）11月1日呂号第五十五潜水艦に改称。1940年（昭和15年）4月1日除籍。
- 呂号第五十六潜水艦 [I]

1922年（大正11年）1月16日竣工（三菱神戸）。当初の艦名は第三十潜水艇。1924年（大正13年）11月1日呂号第五十六潜水艦に改称。1940年（昭和15年）4月1日除籍。